# Barack Obama
Barack Hussein Obama (* 4. srpna 1961 Honolulu) je americký právník a politik, v letech 2009–2017 prezident Spojených států amerických, jakožto první Afroameričan v tomto úřadu. Roku 1992 vstoupil do Demokratické strany, za kterou zasedal v senátu státu Illinois a později v Senátu Spojených států. V roce 2009 se stal nositelem Nobelovy ceny míru a časopis Time jej v letech 2008 a 2012 vyhlásil Osobností roku. V listopadu 2012 podruhé vyhrál prezidentské volby a obhájil tím svůj úřad na další čtyři roky.

## Osobní život a vzdělání

### Původ a mládí
Barack Obama se narodil matce Stanley Ann Dunhamové, americké bělošce. Jeho otcem byl Barack Hussein Obama Sr., který pocházel z kmene Luo v Keni, jež v té době byla ještě kolonií Spojeného království. Otec byl synem místního náčelníka a vystudoval ekonomii na Harvardově univerzitě v americké Cambridgi blízko Bostonu. Od rodiny záhy odešel a vrátil se do své rodné země Keni, kde se stal vládním úředníkem. Zemřel v hlavním městě Nairobi při automobilové nehodě v roce 1982. Obamova matka vystudovala na Havajské univerzitě obor kulturní antropologie a zemřela v polovině 90. let na rakovinu.
Obama strávil své rané dětství v havajském Honolulu, avšak od svých šesti do deseti let žil v hlavním městě Indonésie Jakartě se svojí matkou a nevlastním otcem Lolo Soetorem, za kterého se Dunhamová provdala v roce 1965. V roce 1971 byl poslán zpět k prarodičům na Havaj, kde mohl získat lepší vzdělání. Zde se o něj starala jeho babička Madelyn Dunhamová (zemřela 2. listopadu 2008 na rakovinu). Prarodiče Obamovi zaplatili soukromé studium na akademii Punahou School v Honolulu. Matka se rozvedla a vrátila se na Havaj.

### Přehled vzdělání
| Ročníky        | Roky      | Škola                                     | Místo                    | Typ                 | Poznámky                                                                   |
| -------------- | --------- | ----------------------------------------- | ------------------------ | ------------------- | -------------------------------------------------------------------------- |
| mateřská škola | 1966–1967 | obecná škola Noelani                      | Honolulu, Havaj          | veřejná             |                                                                            |
| 1. až 3. třída | 1968–1970 | škola sv. Františka z Assisi              | Jakarta, Indonésie       | soukromá, katolická |                                                                            |
| 4. třída       | 1970–1971 | státní obecná škola Menteng 01            | Jakarta, Indonésie       | veřejná             |                                                                            |
| 5.–12. třída   | 1971–1979 | škola Punahou                             | Honolulu, Havaj          | soukromá            | středoškolský diplom, 1979                                                 |
| 1.–2. ročník   | 1979–1981 | Occidental College                        | Los Angeles, Kalifornie  | soukromá            | přestup na Columbia University                                             |
| 3.–4. ročník   | 1981–1983 | Columbia College of Columbia University   | New York City            | soukromá            | B.A. (Bachelor of Arts), politologie se zaměřením na mezinárodní vztahy    |
| 1L–3L          | 1988–1991 | Harvardova univerzita, Harvard Law School | Cambridge, Massachusetts | soukromá            | studium práv, J.D., magna cum laude, prezident časopisu Harvard Law Review |

### Vysokoškolské studium
Po absolvování Punahou School v roce 1979 si Obama pro další studium překvapivě vybral Occidental College v Los Angeles. Při pobytu v Kalifornii si vyjasnil svoji rasově smíšenou identitu. V roce 1981 přestoupil na známou Columbia University, kde v roce 1983 získal titul bakaláře při studiu politologie. Během studií se zajímal např. o jaderné odzbrojování. Jeho studijní průměr byl 2,6.
Po studiích se přestěhoval do New Yorku, kde pracoval jako komunitní pracovník. V roce 1985 přijal nabídku práce v Chicagu jako terénní pracovník v tamější velké chudinské čtvrti Far South Side s převážně černošským obyvatelstvem. Po smrti prvního afroamerického starosty Chicaga Harolda Washingtona, který díky svému právnickému vzdělání dokázal prosadit mnoho opatření ve prospěch menšin, se Obama rozhodl studovat na Právnické fakultě (Law School) Harvardovy univerzity v Bostonu. Zde byl brzy zvolen prvním afroamerickým šéfredaktorem prestižního školního časopisu Harvard Law Review. Právnickou fakultu této univerzity ukončil roku 1991 s vyznamenáním.

### Sňatek a rodina

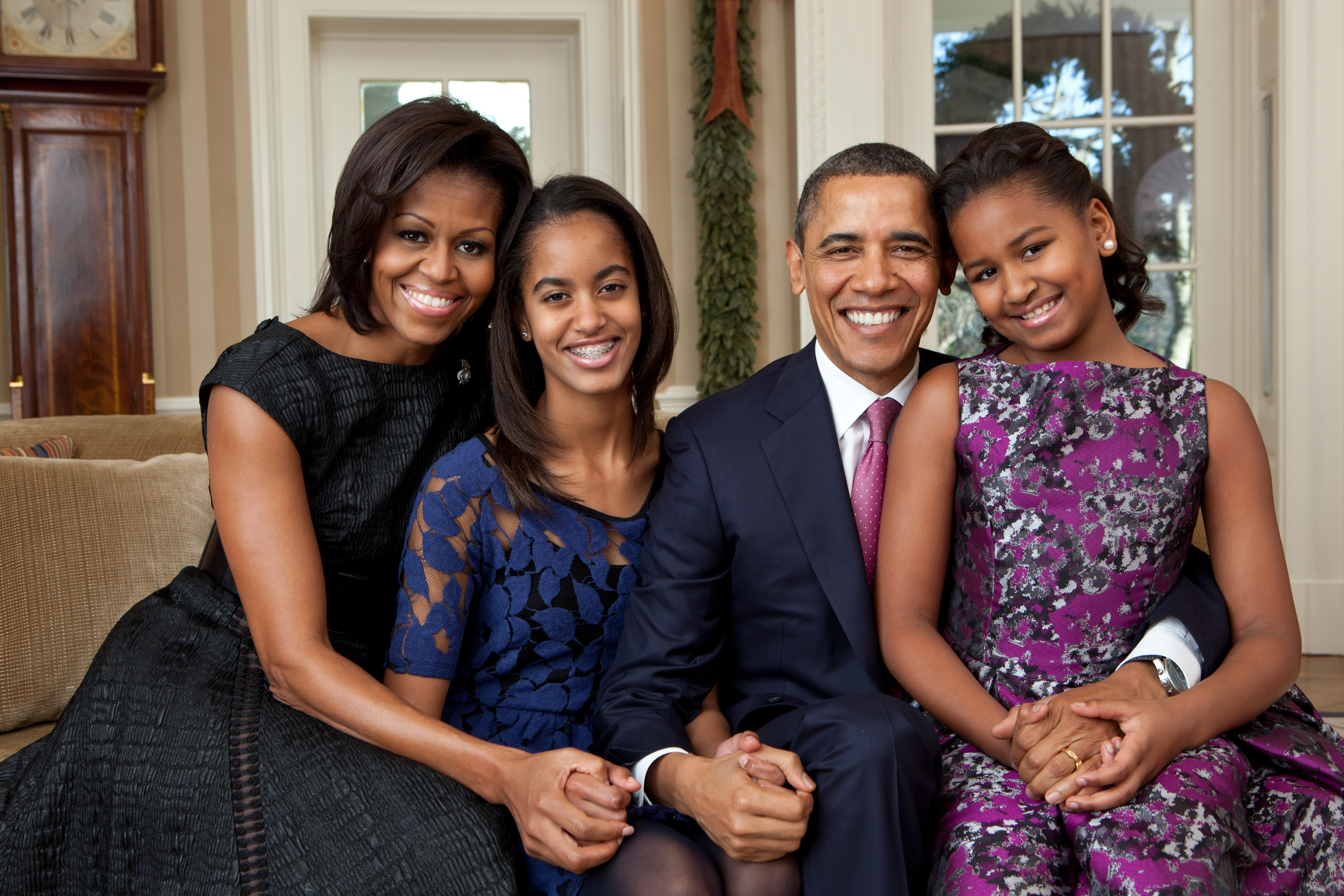
Prezident Barack Obama s manželkou Michelle a dcerami jako první rodina Spojených států amerických v Oválné pracovně, 2011

V roce 1992 se Barack Obama oženil s afroamerickou právničkou Michelle Robinsonovou, se kterou se seznámil při praxi v advokátní kanceláři. Mají spolu dvě dcery; Malia Ann se narodila v roce 1998 a Natasha (známá jako Sasha) v roce 2001.

#### Sourozenci
Obama má následujících osm žijících polorodých sourozenců ze strany otce a matky. Jeden bratr již zemřel.
- Abongo Obama (* 1958) – zvaný Malik
- Auma Obama (* 1960) – sestra, vystudovala germanistiku v Německu, kde žila 16 let (1980–1996). Získala zde doktorát (Dr. phil.). Nyní pracuje v Keni.
- Abo Obama (* 1968)
- Bernard Obama (* 1970)
- Mark Ndesandjo
- David Ndesandjo (zemřel)
- Joseph Ndesandjo
- Maya Soetoro-Ng – sestra
- George Hussein Obama

### Právnická a publicistická činnost
Přes velké množství nabídek z renomovaných advokátních kanceláří se rozhodl pro kancelář Miner, Barnhill&Galland, kde se zabýval pomocí minoritám a ochranou lidských práv. V letech 1993–2004 přednášel ústavní právo na Chicagské univerzitě.
V roce 1995 napsal svou autobiografii Sny mého otce: Příběh rasy a dědictví (Dreams from My Father: A Story of Race and Inheritance), která se v roce 2004 stala bestsellerem a její mluvená verze získala v roce 2006 cenu Grammy.
V roce 2006 napsal Obama další knihu s názvem Smělost naděje: Myšlenky na uskutečnění amerického snu (The Audacity of Hope: Thoughts on Reclaiming the American Dream).

## Senátor Illinois
Roku 1997 byl Barack Obama poprvé zvolen do Senátu Illinois, kde sloužil do roku 2004. V roce 2000 neúspěšně kandidoval do Sněmovny reprezentantů USA. V roce 2003 pak oznámil svoji kandidaturu na post senátora Spojených států. Tehdy pro něj začal pracovat skvělý manažer předvolebních kampaní David Axelrod. V demokratických primárkách pro tyto volby vyhrál Obama s 53 % všech hlasů. Již tehdy používal volební heslo: „Yes, we can“ („Ano, my můžeme“ – jako odpověď na snahu o změnu ve společenských poměrech v USA).

## Senátor Kongresu USA

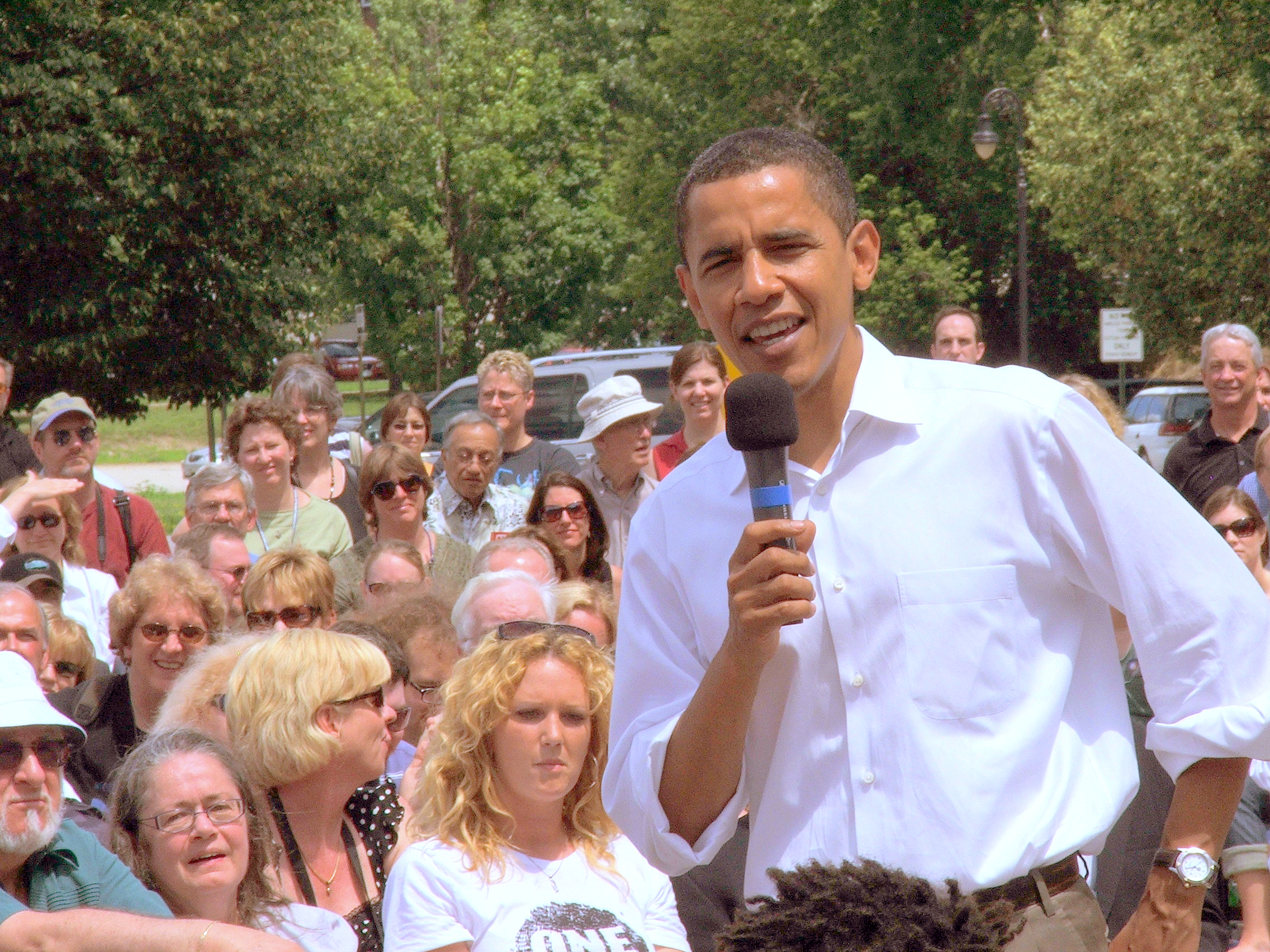
Obama (New Hampshire, 2007)

V roce 2004 přednesl na konventu Demokratické strany hlavní projev sjezdu, díky kterému zaznamenal velký nárůst popularity. V témže roce byl zvolen do Senátu Spojených států. Obdržel více než 70 % hlasů oproti 29 % republikánského protikandidáta Afroameričana Alana Keyese. Byl v pořadí teprve pátým Afroameričanem, který se stal americkým senátorem.
Při svém působení v Senátu USA se Obama zaměřoval hlavně na záležitosti týkající se státu Illinois. Byl členem senátního výboru pro mezinárodní vztahy a navštívil Rusko, východní Evropu, Izrael a Irák.
Roku 2006 navštívil Afriku. V Keni, zemi původu svého otce, se nechal vyšetřit na HIV, aby tak propagoval prevenci a vyšetření této choroby. V Čadu se setkal s uprchlíky z Dárfúru, poté, co mu Súdánem nebylo uděleno vízum, neboť kritizoval tamější situaci.
Jako senátor USA podpořil návrhy zákonů, které byly zaměřeny na větší kontrolu zbraní občanů a větší kontrolu využívání federálních zdrojů. Vyslovil se také pro návrhy zákonů, které prosazovaly zpřísnění kontroly lobbistů, volebních podvodů, změn klimatu, nukleárního terorismu a péče o válečné veterány.

## Kandidatura na prezidenta

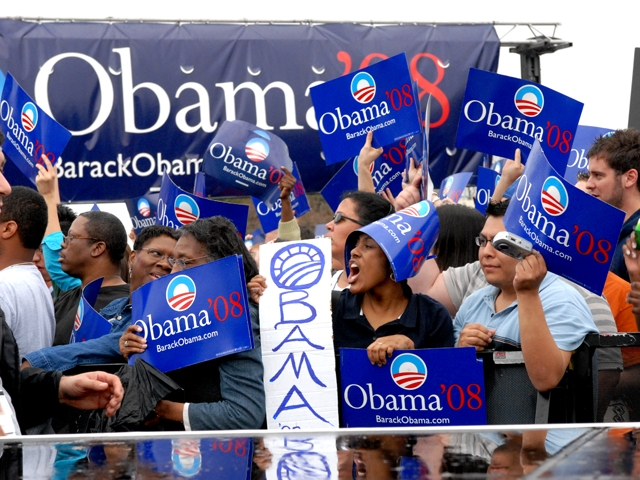
prezidentská kampaň Baracka Obamy v Austinu, Texasu

Dne 10. února 2007 ve Springfieldu v Illinois Barack Obama oficiálně oznámil, že se bude ucházet o nominaci Demokratické strany do prezidentských voleb v roce 2008. Jeho strategie byla založená na využití internetu, přes který dostal drobné finanční dary od milionů občanů. Nominačního klání se pak zúčastnil spolu s dalšími kandidáty, z nichž největší podporu získala Hillary Clintonová.
Po posledních primárkách Demokratické strany (3. června 2008) v Jižní Dakotě a Montaně získal Barack Obama definitivně nominaci na prezidentskou kandidaturu (tedy překročil hranici potřebných 2118 delegátů), která mu byla oficiálně přidělena na srpnovém sjezdu Demokratické strany (25. – 28. srpna 2008) v Pepsi Centru v Denveru (stát Colorado). Stal se tak vůbec prvním oficiálním kandidátem jedné ze dvou největších stran, který neměl bílou barvu pleti.
Dne 23. srpna 2008 oznámil Obama, že za kandidáta na místo viceprezidenta USA za Demokraty si vybral delawareského senátora Joe Bidena, který mj. v Senátu zastával post předsedy Výboru pro zahraniční záležitosti.
V průběhu volební kampaně roku 2008 zatkly americké úřady v Denveru čtyři osoby podezřelé z toho, že chtěly na Obamu spáchat atentát. Oznámila to 25. srpna 2008 televizní stanice CBS a mluvčí Federálního úřadu pro vyšetřování (FBI) potvrdila, že je případ vyšetřován. Podle televize jeden ze zatčených uvedl, že chtěl střílet na Obamu z velmi výhodné pozice, a to puškou na vzdálenost 750 metrů. Atentát měl být spáchán 28. srpna 2008 během Obamova projevu na sjezdu Demokratické strany, který jej měl oficiálně nominovat jako kandidáta na úřad prezidenta USA.
Od počátku října do volebního dne byly naplánovány tři televizní, celostátně vysílané debaty mezi prezidentskými kandidáty, Obamou a McCainem, trvající zhruba hodinu a půl. Již první debatu, která proběhla 7. října 2008, vyhrál podle bezprostředních anket mezi diváky stanic CNN a CBS Barack Obama. Duel se konal za situace, kdy kandidát Republikánské strany John McCain naléhavě potřeboval zvrátit rostoucí podporu veřejnosti pro Obamu jak na celostátní úrovni, tak v klíčových státech, kde byl souboj nejtěsnější. Podle průzkumu pro CNN považovalo 54 % diváků za vítěze televizního klání Obamu, McCaina jen 30 %. V důležité otázce ekonomické situace měl Obama rovněž zhruba dvacetiprocentní náskok před svým soupeřem.

## Prezident (2009–2017)

### První období

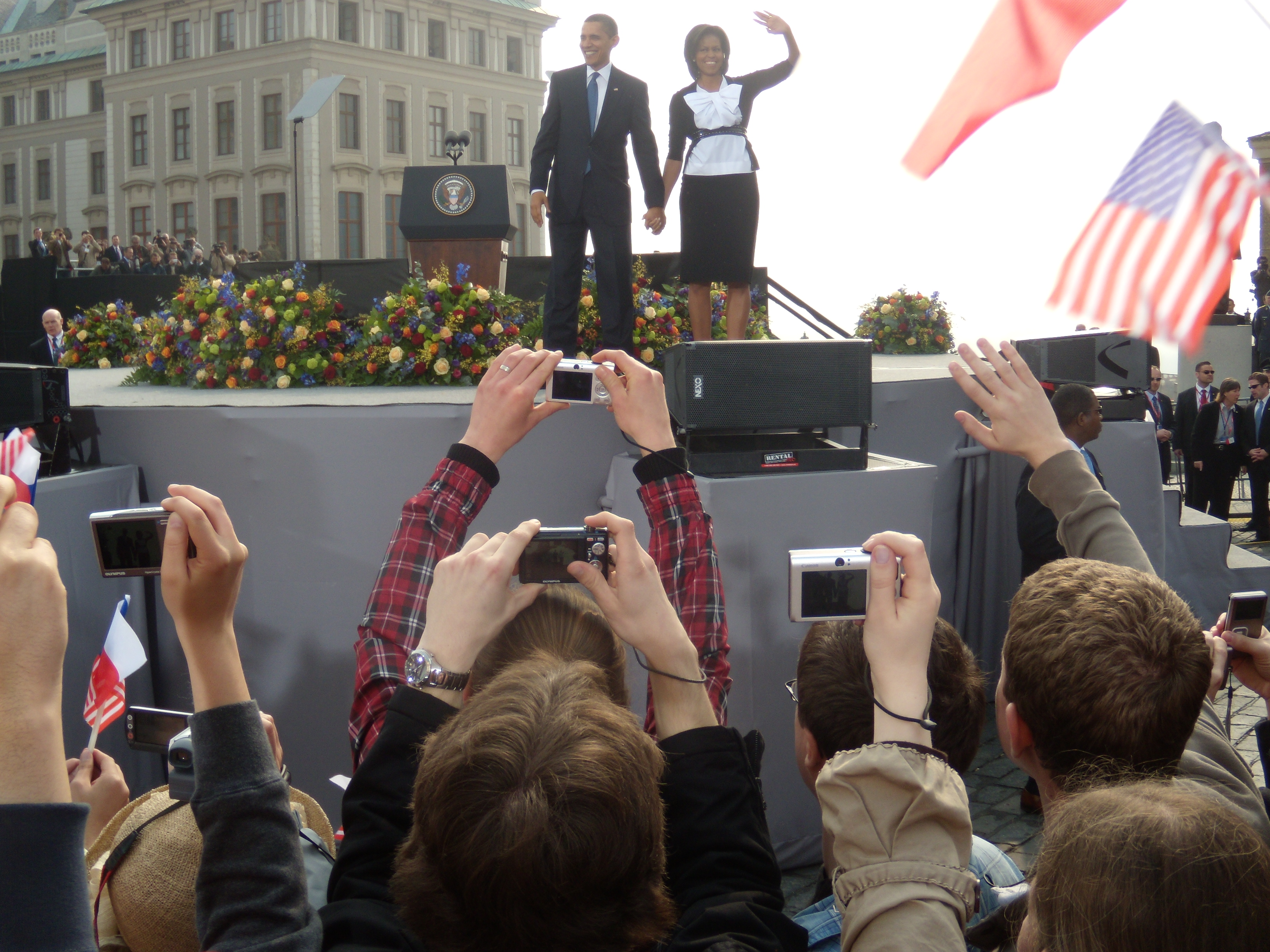
Barack Obama s manželkou na Hradčanském náměstí v Praze v dubnu 2009

Dne 4. listopadu 2008 zvítězil Barack Obama v prezidentských volbách, když porazil republikánského kandidáta Johna McCaina. Stal se tak historicky prvním afroamerickým prezidentem Spojených států amerických. 20. ledna 2009 složil za přítomnosti téměř dvou milionů lidí ve Washingtonu, D. C. slavnostní přísahu a ujal se funkce.
Obama zvítězil ve volbách především díky podpoře mladších, vzdělanějších voličů, Afroameričanů a tzv. latinos, tj. občanů pocházejících z některé latinskoamerické země (Mexiko, Kuba a jiné). Podle průzkumů hlasovalo více než 90 % Afroameričanů pro Obamu. Menší podporu měl u starších a manuálně pracujících občanů, u kterých v předvolebních průzkumech vedl kandidát Republikánské strany McCain o několik procentních bodů. Obama měl větší preference u žen než u mužů.
Brzy po vítězství začal Obama sestavovat svou budoucí vládu (viz infobox) a po inauguraci provádět první opatření, například vydal pokyn k uzavření věznice na základně Guantánamo.
Při své první cestě do Evropy počátkem dubna 2009 se nejprve zúčastnil summitu skupiny G20 v Londýně, poté summitu NATO ve Štrasburku a 4. a 5. dubna summitu USA a Evropské unie v Praze. Zde na Hradčanském náměstí přednesl projev, který se týkal převážně problematiky jaderného odzbrojování. Projev vyslechlo na místě asi 30 000 lidí a sledovaly jej milióny rozhlasových a televizních posluchačů na celém světě. Obama vyjádřil v tomto projevu též obdiv k demokratickým tradicím českého národa.
Obama začínal své funkční období jako jeden z nejpopulárnějších prezidentů, podle průzkumů jej v době nástupu do úřadu podporovalo 78 % Američanů. Míra podpory však brzy začala klesat a ve třetím čtvrtletí roku 2009 čítala již jen 53 %.

#### Ekonomika
Obama se stal prezidentem v době počátku finanční krize, jako reakci na ni začal vydávat balíčky na záchranu ekonomiky včetně nákupu dluhopisů. I když se ekonomika USA dostala do recese, podařilo se Obamovi rychle vrátit růst HDP a klesání nezaměstnanosti.
V červnu 2009 vyhlásila jedna z největších amerických průmyslových firem, automobilka General Motors, bankrot. Totální kolaps, který by ohrozil ekonomiku, Obama odvrátil tak, že společnost znárodnil, kdy jí federální vláda poskytla 49,5 miliardy dolarů na splácení dluhů, za což nabyla 61,8 procenta akcií. Firma následně podnikla restrukturalizaci a státní podíl byl postupně odprodáván až do roku 2013. Prodejem akcií vláda získala 39 miliard dolarů, celkem tedy vládní intervence stála federální rozpočet zhruba 10,5 miliardy.
V rámci úsporných opatření při sestavování federálního rozpočtu na rok 2011 Obama rozhodl o zrušení projektu Constellation, v rámci kterého mělo dojít k návratu na Měsíc.
Během prvního období zvýšil zadlužení země o 20 % HDP, ke konci prvního období se mu ovšem podařilo deficit snížit. Inflace byla na začátku krize velmi nízká, vzápětí se začala zvyšovat a Obamovi se ji v prvním období nepodařilo snížit.

#### Obamova zdravotnická reforma
Na počátku roku 2010 Obamova obliba u občanů USA klesla — podle jednoho průzkumu veřejného mínění[zdroj?] — dočasně pod 50 %. Podle komentátorů[zdroj?] byla hlavní příčinou stále ještě špatná hospodářská situace po velké finanční krizi let 2008 a 2009. Kritiky politických oponentů i mnohých řadových obyvatel, ale také souhlasu odborných kruhů a značné části veřejnosti v USA a ve světě, se dostalo finančním injekcím vlády USA a Federální rezervní banky za účelem oživení ekonomiky. Se souhlasem a kritikou se setkala také zdravotnická reforma (The Patient Protection and Affordable Care Act, též populárně nazývána jako Obamacare), která narazila na odpor republikánů i určité části demokratů[zdroj?] ve Sněmovně reprezentantů a jejímuž prosazení věnoval prezident Obama značné úsilí od podzimu 2009. Po určitých počátečních úspěších, jako schválení sněmovní verze reformy ve Sněmovně reprezentantů a senátní verze reformy v Senátu, z nichž Obama upřednostňoval spíše tu druhou verzi, však Obamovo úsilí o rychlé schválení reformy podle jeho představ narazilo na překážky.[zdroj?]
Dne 19. ledna 2010 došlo k doplňovacím senátním volbám v Massachusetts. Původně se předpokládalo hladké vítězství demokratů, kteří dané křeslo drželi 57 let, senátní volby v Massachusetts neprohráli od roku 1972 a jejichž kandidátka měla na počátku kampaně dle průzkumů preferencí 20 % náskok. Nicméně republikán Scott Brown postavil svoji kampaň především na odmítání Obamovy zdravotnické reformy a demokratickou kandidátku Marthu Coakley nakonec s tímto tématem porazil o 5 % hlasů. Ačkoliv demokratičtí představitelé nejprve tvrdili, že to nemění nic na jejich snaze prosadit reformu co nejdříve[zdroj?], vítězstvím Browna ztratili fakticky supervětšinu v Senátu, a tím pádem i schopnost čelit republikánskému obstrukčnímu řečnění (tzv. filibusteringu). Senát tím byl pro konečné schválení reformy dočasně neprůchodný.[zdroj?] 21. ledna oznámila demokratická předsedkyně Sněmovny reprezentantů Nancy Pelosiová, že pro schválení senátní verze beze změn nebude ve Sněmovně pravděpodobně dostatek hlasů. Přesto se nakonec 21. března 2010 podařilo schválit ve Sněmovně reprezentantů kompromisní návrh zdravotnické reformy, pro který hlasovalo 219 demokratů. Proti návrhu hlasovalo 34 demokratů a všichni republikánští poslanci. Následně byla takto upravená zdravotnická reforma schválena v Senátu USA. Unijní státy ovládané Republikánskou stranou na to reagovaly vytyčováním legislativy, která má znemožnit zavedení některých principů reformy na jejich území[zdroj?] a vůči jejich občanům. Zároveň oznámily některé státy úmysl napadnout reformu u Nejvyššího soudu USA, avšak nedosáhly v tomto směru úspěchu.

#### Zahraniční politika

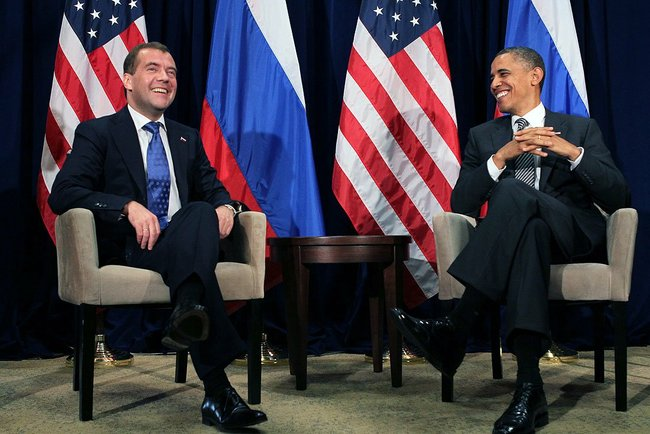
Obama a ruský prezident Dmitrij Medveděv v Honolulu na Havaji v roce 2011

V září 2009 Obama rozhodl o zrušení projektu radarové základny v Brdech, což telefonicky oznámil českému premiérovi Janu Fischerovi.
V dubnu 2010 Obama společně s ruským prezidentem Dimitrijem Medveděvem na summitu v Praze podepsal dohodu START, ve které se obě země zavávaly do sedmi let omezit počet strategických hlavic na 1550.
Podle deníku The Wall Street Journal se v Bílém domě projednávala v březnu 2011 otázka, zda mají USA intervenovat v Libyi na straně povstalců proti diktátorovi Muammaru Kaddáfímu či nikoliv. Tři vlivné ženy, tehdejší americká ministryně zahraničí Hillary Clintonová, velvyslankyně USA u Organizace spojených národů Samantha Powerová a Obamova poradkyně pro otázky národní bezpečnosti Susan Riceová, přesvědčily prezidenta o nutnosti americké účasti na vojenské intervenci na pomoc libyjským protivládním povstalcům. Stalo se tak přes odpor amerického ministerstva obrany pod vedením ministra Roberta Gatese, které se k válce stavělo odmítavě. Kaddáfí byl obviněn, že masakruje vlastní civilní obyvatelstvo. Rezoluce Rady bezpečnosti OSN č. 1973 požadovala „okamžité příměří“ a umožnila zřízení bezletové zóny.
V květnu 2011 americké komando na Obamův rozkaz zabilo Usámu bin Ládina, což bylo vnímáno jako významný krok v boji proti terorismu.
V prosinci 2011 Obama ukončil válku v Iráku. Přestože před volbami slíbil, že se veškeré bojové jednotky se stáhnou do 16 měsíců od jeho uvedení do funkce,  k ukončení bojových operací došlo až o další tři měsíce později, a to 1. září 2010, kdy v projevu z Oválné pracovny prohlásil, že operace Irácká svoboda skončila a Iráčané nyní mají hlavní zodpovědnost za bezpečnost své země. K definitivnímu stažení veškerých sil však došlo až o dalších 15 měsíců později, kdy 18. prosince 2011 poslední vojáci opustili irácké území.
Americká zpravodajská služba CIA, která je odpovědná prezidentovi Spojených států, se od konce roku 2012 angažovala v občanské válce v Sýrii a při pokusu o svržení syrské vlády vycvičila a vyzbrojila přibližně 10 000 protivládních povstalců. Mnozí z nich v roce 2014 přeběhli k Islámskému státu.

#### Prezidentské volby 2012
Dne 6. listopadu 2012 se konaly v USA prezidentské volby, ve kterých Obama porazil svého konkurenta, republikánského kandidáta Mitta Romneyho a obhájil svůj úřad na další čtyři roky (do ledna 2017). K vítězství bylo zapotřebí získat 270 volitelských hlasů (electoral vote). Obama získal 332 volitelských hlasů včetně těch za stát Floridu, kde se hlasy voličů musely přepočítávat. Byl úspěšný také u většiny voličů (popular vote), a sice poměrem hlasů 50,5 % (Obama) ku 48,0 % (Romney).

### Druhé období

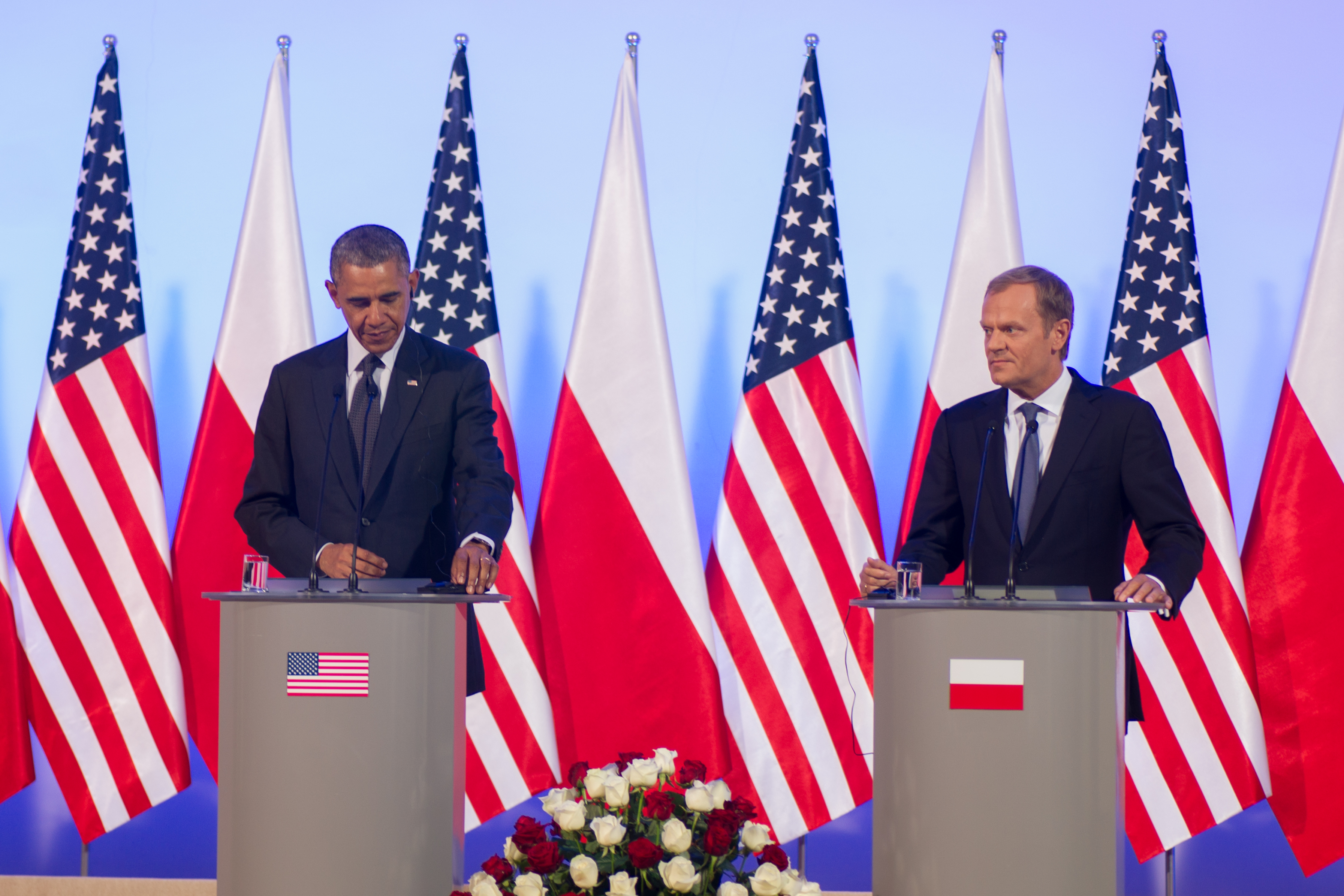
Obama a polský premiér Donald Tusk ve Varšavě, 3. června 2014

#### Ekonomika
Během druhého období se Obamovi podařilo snížit deficit federálního rozpočtu na 2,5 % HDP (k roku 2014). Též se mu podařilo snížit nezaměstnanost na 6% (k roku 2014). Růst hrubého domácího produktu (HDP) byl poměrně rychlý, kromě prvního kvartálu roku 2014, kdy klesl z důvodu tuhé zimy a menšího vytváření zásob, a ve druhém čtvrtletí roku 2014 byl opět očekáván růst 3,5 %. Inflace se držela během druhého období kolem 2 %.

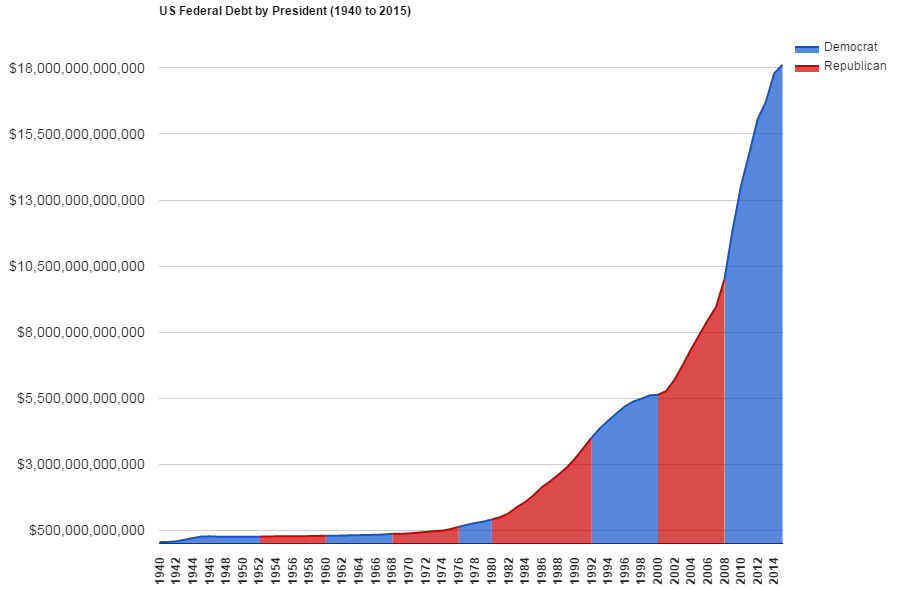
Vývoj amerického státního dluhu v letech 1940–2015

Avšak za celou dobu, po kterou byl prezidentem Barack Obama, se americký státní dluh zdvojnásobil na téměř 20 000 miliard US-dolarů. Obama byl některými republikány a fiskálními konzervativci kritizován za nadměrné utrácení. Ke konci května 2015 dosáhlo zahraniční zadlužení USA 6 135 miliard US-dolarů. Velkou část amerických státních obligací držely dvě hospodářské mocnosti, a to komunistická Čína s 1 270 miliardami dolarů a Japonsko s 1 215 miliardami dolarů.

#### Zahraniční politika

##### Čína

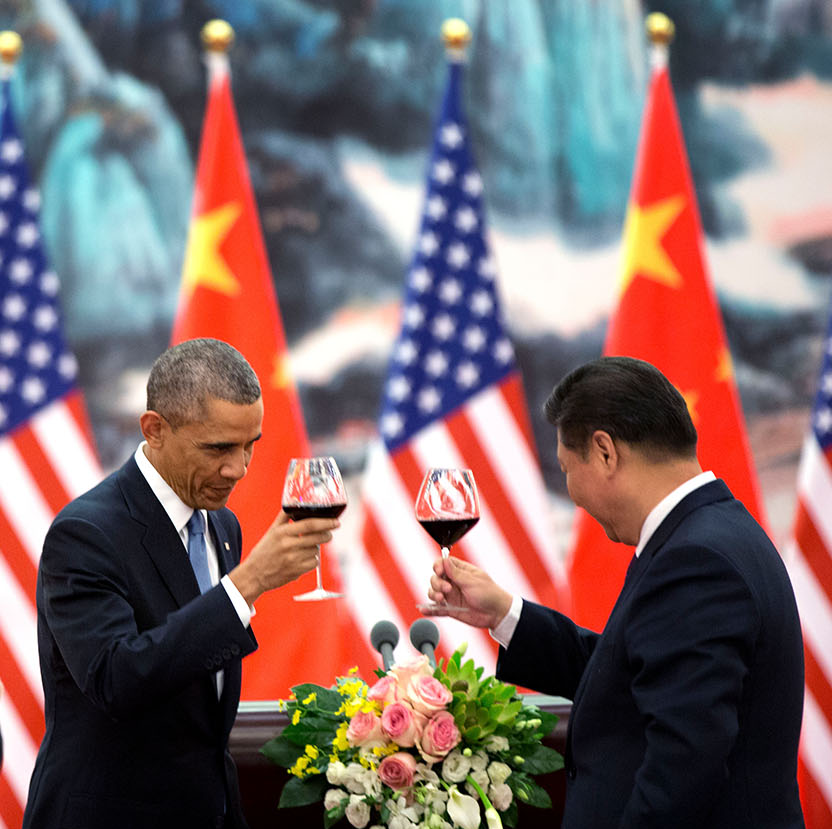
Obama a čínský prezident Si Ťin-pching na banketu v Pekingu 12. listopadu 2014

Při setkání s čínským prezidentem Si Ťin-pchingem během návštěvy Číny v listopadu 2014 Obama prohlásil, že Spojené státy uznávají, že Tibet je nedílnou součástí Číny a nepodporují nezávislost Tibetu. V červnu 2016, při setkání s dalajlámou, Obama znovu zopakoval, že Spojené státy považují Tibet za součást Číny.

##### Střední Východ
Obamova administrativa byla kritizována za podporu saúdské vojenské intervence v Jemenu, při které došlo k útokům na civilisty a k dalším válečným zločinům ze strany arabské koalice vedené Saúdy. Obamova vláda čelila také kritice kvůli dodávkám zbraní do Saúdské Arábie v celkové hodnotě 110 miliard dolarů a za mlčení k porušování lidských práv v této zemi.
Obama během svého funkčního období značně rozšířil útoky bezpilotních letounů v Pákistánu, Jemenu a dalších státech. Organizace Amnesty International se domnívá, že se Spojené státy při útocích bezpilotních letounů ve válce proti terorismu dopustily válečných zločinů, protože při útocích ve velkém zabíjejí neozbrojené civilisty. Útoky označil za porušení mezinárodního práva také vyšetřovatel OSN Ben Emmerson. Z uniklých dokumentů vyplývá, že při náletech bezpilotních letounů v Afghánistánu tvořili civilisté přibližně 90% obětí.
V prosinci 2016 Obama umožnil projít rezoluci Rady bezpečnosti OSN odsuzující Izrael kvůli stavbě židovským osad na okupovaných palestinských územích.

##### Kuba

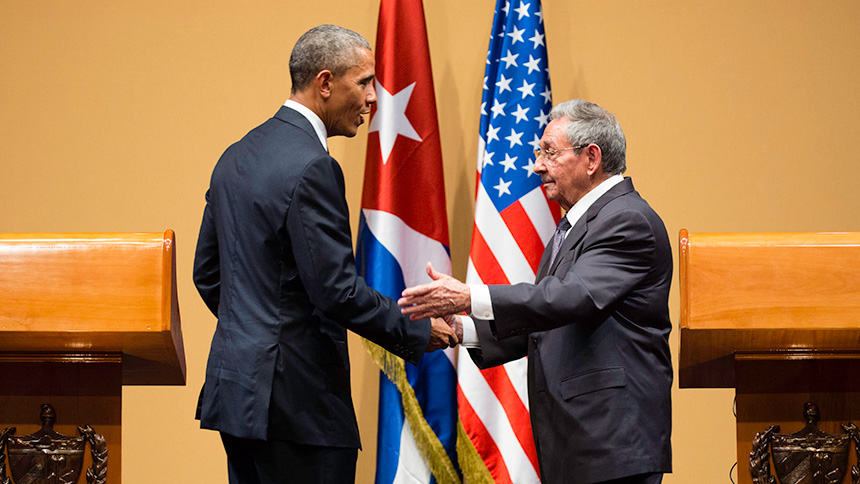
Obama a kubánský vůdce Raúl Castro v Havaně, 22. března 2016

V prosinci roku 2014 Obama oznámil změnu politiky vůči Kubě, zmírnění cestovních omezení pro cesty na Kubu a plán opětovně otevřít velvyslanectví. Ministru zahraničí Johnu Kerrymu dal za úkol, aby jednal s Kubou o normalizaci vzájemných vztahů. V červnu 2015 byla na základě dohody Obamy s kubánským prezidentem Raúlem Castrem otevřena velvyslanectví v Havaně a Washingtonu. V březnu 2016 Obama jako první americký prezident po 88 letech navštívil Kubu. V říjnu 2016 byla normalizace vztahů s Kubou formálně implementována podpisem prezidentské směrnice.

### Milosti
Obama udělil za celou dobu ve funkci milost nebo zmírnění trestu celkem 1 927 jednotlivcům odsouzeným za federální zločiny - více než předchozích 13 prezidentů dohromady. Jako jedno ze svých posledních opatření Obama 3 dny před skončením druhého funkčního období zmírnil tresty 209 odsouzeným, mezi nimiž byla Chelsea Manningová, která si tak z trestu 35 let za vyzrazení obsahu utajovaných dokumentů odpykala 6 let (propuštěna byla v květnu 2017).

## Exprezident (od roku 2017)
V květnu 2016 zpravodajský server CNN uvedl, že po odchodu z prezidentského úřadu, v lednu 2017, vyjádřil Obama záměr si pronajmout dům ve washingtonské rezidenční čtvrti Kalorama, jenž v roce 2014 zakoupil bývalý Clintonův tiskový mluvčí Joe Lockhart za více než 5 milionů dolarů. Dům postavený v roce 1928 disponuje devíti ložnicemi a osmi koupelnami. Tímto krokem (setrváním v blízkosti hlavního města USA) se Obama odlišil od většiny předchozích prezidentů. Jako důvod uvedl studium mladší dcery Sashi Obamové na střední škole bez nutnosti změny prostředí.
V listopadu 2020 během prezidentské kampaně vystoupil na předvolebních mítincích, aby podpořil demokratického kandidáta na prezidenta a svého bývalého viceprezidenta Joea Bidena.
V červenci 2024 po odstoupení Joea Bidena podpořil demokratickou kandidátku na prezidentku Kamalu Harrisovou. V červenci 2025 jej prezident Donald Trump obvinil z vlastizrady a snahy zmanipulovat volby.

## Ocenění a kritika

### Nobelova cena za mír
Dne 9. října 2009 obdržel Barack Obama Nobelovu cenu míru jako jeden z nejméně očekávaných kandidátů. Hlavním důvodem pro zvolení Obamy byly podle příslušného výboru jeho „mimořádné snahy řešit problémy s důrazem na právo a dialog“. Barack Obama se v několika svých projevech, mj. v Praze, vyslovil pro svět bez jaderných zbraní, podpořil jednání s muslimskými zeměmi a věnoval se také blízkovýchodnímu mírovému procesu. Pro Obamu hlasoval pětičlenný výbor jednomyslně. Kromě souhlasných ozvěn ve světě bylo ocenění Obamy podrobeno některými komentátory silné kritice, neboť podle nich obdržel cenu za styl, sliby a projevy, nikoliv za reálné výsledky. Z ocenění byl do určité míry na rozpacích i sám Obama, který prohlásil: „Abych byl upřímný, nemám pocit, že bych si zasloužil být ve společnosti tolika přelomových osobností.“ Obama přislíbil, že se bude nyní ještě více snažit o udržení míru. Cenu převzal krátce poté, co oznámil vyslání dalších 30 tisíc mužů do Afghánistánu, během přebírání ceny ve svém projevu hájil tzv. spravedlivou válku.

### Kontroverze
Barack Obama čelil obviněním, že udržuje dlouholeté přátelství s Billem Ayersem a Bernardine Dohrnovou, bývalými vůdci skupiny Weatherman, jež v současnosti patří mezi význačné představitele chicagské extrémní levice. Nicméně se prokázalo, že neměl s Ayersem blízký vztah.
Mentorem mladého Barryho Obamy na Havaji byl černošský komunistický aktivista a spisovatel Frank Marshall Davis, který byl v padesátých letech (mccarthismus) vyšetřován americkým Sněmovním výborem pro neamerickou činnost. Právě Davis přesvědčil mladého Obamu, jehož vychovávali jeho bílí prarodiče z matčiny strany, aby více zdůrazňoval svou černošskou identitu a jako své první jméno používal nikoli Barry, nýbrž Barack.
K Obamovým přátelům se také řadil radikální pastor Jeremiah Wright. Mezi jeho výroky patřilo tvrzení, že virus HIV byl záměrně vynalezen a použit americkou vládou jako zbraň proti černochům a obvinění vlády USA ze zosnování útoků z 11. září 2001. Wright patřil v osmdesátých letech minulého století k Obamovým blízkým přátelům. Wright Obamu a jeho manželku Michelle oddal a pokřtil jejich dvě dcery. Barack Obama se v roce 2008 nicméně od reverenda Wrighta distancoval.[zdroj?]

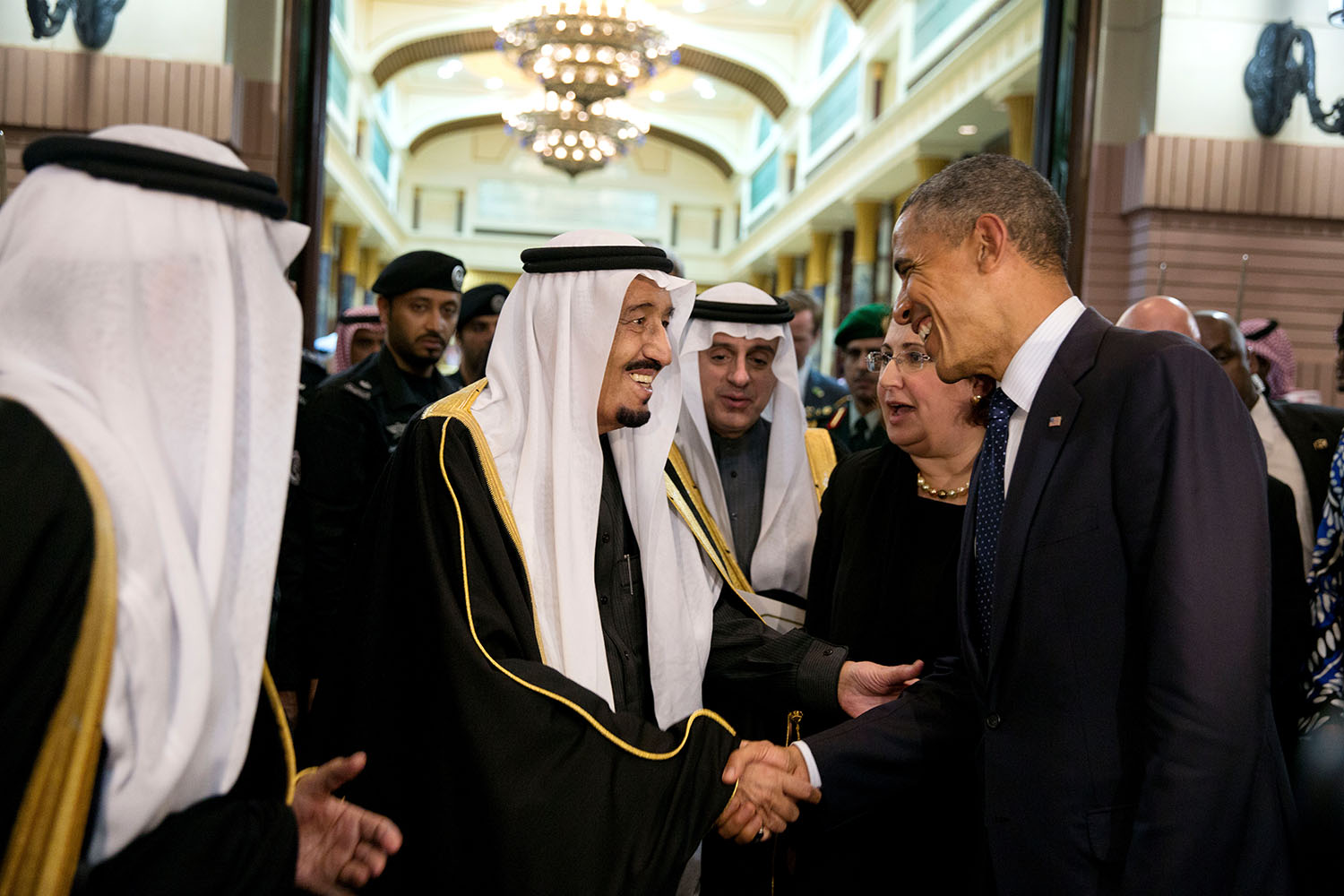
Obama a saúdský král Salmán během návštěvy Rijádu v Saúdské Arábii 27. ledna 2015

Obamu v prezidentských volbách v roce 2008 podpořil Louis Farrakhan, vůdce černošské nacionalistické organizace Nation of Islam, který je znám svými antisemitskými výpady. Během předvolební debaty si Obama od své soupeřky Hillary Clintonové vysloužil kritiku za to, že se od Farrakhana dostatečně nedistancoval. Obama a Farrakhan se znali mnoho let. V roce 2018 se v médiích objevila fotka z roku 2005, na které spolu Obama a Farrakhan pózují.
V roce 2008 se v rámci předvolební kampaně objevila na internetu obvinění, že se Obama nenarodil v americkém státě Havaj ale v Keni, což by mu znemožnilo stát se prezidentem Spojených států. Když Obama zveřejnil svůj rodný list, byl svými odpůrci obviněn z falšování. Obě obvinění byla následně vyvrácena.
Bývalý bezpečnostní technik pracující pro NSA a CIA Edward Snowden vynesl v roce 2013 informace o masivním a do té chvíle před veřejností utajovaném celosvětovém sledování telefonů a elektronické komunikace ze strany bezpečnostních služeb USA. Za Obamovy vlády se sledování komunikace amerických občanů i cizinců značně rozrostlo a na tajném vládním programu PRISM se začaly podílet společnosti jako Microsoft, Yahoo, Google, Facebook, YouTube a Apple. Sledována byla i komunikace světových politiků včetně německé kancléřky Angely Merkelové, italského premiéra Berlusconiho nebo izraelského premiéra Netanjahua. Obama po odhalení tajného programu tvrdil, že o odposlechu Merkelové nevěděl. NSA popřela tvrzení německého listu Bild am Sonntag, že Obama o odposlouchávání Merkelové věděl od roku 2010.
V listopadu 2014 Obama vydal výkonné nařízení, což je forma prezidentského dekretu, kterým de facto legalizovat pobyt až 5 milionů ilegálních přistěhovalců ve Spojených státech. Obama tak obešel republikány ovládaný Kongres, ale podle kritiků tím překročil své ústavní pravomoci a porušil americkou Ústavu, proto celkem 26 amerických států v čele s Texasem podalo na Obamovu administrativu žalobu. V červnu 2016 byl Obamův výnos zablokován Nejvyšším soudem.
V prosinci 2016 v rozhovoru pro NPR Obama uvedl, že „Spojené státy čekají nevyhnutelné demografické změny“ a „i když dnes zastavíte veškerou imigraci, tak jenom díky vyšší porodnosti se tato země stane hnědší“.[ujasnit]

## Politický marketing
Barack Obama bývá často uváděn jako vzor dobře zvládnutého politického marketingu. Volební tým Baracka Obamy využil ve volbách 2012 internetové stránky s výzvou k akci, A/B testování, dobře zpracovanou stránku pro darování, e-mailový marketing, blog, prvky sociálních sítí integrované do webu, segmentaci kampaní podle jednotlivých oblastí, intenzivní komunikaci na Facebooku, Twitteru i YouTube a mobilní verzi stránek. Společnost comScore zveřejnila analýzu o využití online médií během kampaně. Obama zaplnil web svojí kampaní z 86 %. Dařilo se mu také na sociálních médiích, kde nasbíral 26 milionů fanoušků. Protikandidát Mitt Romney získal pouze 1,6 milionů fanoušků.
Obamův volební tým také využíval program, který sbíral osobní data uživatelů Facebooku. Podle bývalé Obamovy spolupracovnice společnost Facebook o sběru dat věděla, ale nic nepodnikla. Po zvolení Donalda Trumpa prezidentem v roce 2016 byly podobné praktiky kritizovány v souvislosti se skandálem britské společnosti Cambridge Analytica.

## Knihy v češtině
- OBAMA, Barack. Cesta za sny mého otce: jedna z nejpůsobivějších autobiografických knih o sebepoznání a hledání vlastní identity (Dreams From My Father). Překlad Marie Čermáková-Frydrychová. Praha: Štrob, Širc & Slovák, 2009. 382 s. ISBN 978-80-903947-6-6.
- OBAMA, Barack. Odvaha doufat: úvahy o vzkříšení amerického snu (The Audacity of Hope). Překlad Lucie Matějková. Voznice: Leda, 2010. 344 s. ISBN 978-80-7335-251-6.
- OBAMA, Barack. Země zaslíbená (A Promised Land). Překlad Martin Svoboda. Praha: Argo, 2021. 764 s. ISBN 978-80-257-3632-6.[95]